# Anambra
Anambra er  en af  Nigerias 36 delstater med hovedstad i byen  Awka; den største by i delstaten er  Onitsha med 561.106 indbyggere (2005). 
Befolkningen består hovedsageligt af mennesker Igbofolket (98% af befolkningen ) og en lille gruppe af Igalafolket (2% af befolkningen) som lever i den nordvestlige del af området. Anambra erblandt de befolkningsmæssigt 10 største i  Nigeria og den næst tættest befolkede efter delstaten Lagos. 
Dele af området delstaten udgjorde det historiske Kongeriget Nri, der eksisterede fra 948 til 1911.

## Geografi
Den har navn efter floden  Anambra (Omambala) som er en biflod til Niger, som den løber ud i, i den vestlige del af delstaten, og som i det væsentligste danner  dens vestgrænse. Den er samtidig den vigtigste trafikforbindelse til havnene mod syd.
Delstaten ligger i den sydlige del af landet, og grænser mod nord til delstaten Kogi, mod syd til delstaterne Rivers og Imo, mod vest til delstaterne  Delta og Edo og mod øst til Enugu.

### Inddeling
Anambra er inddelt i  21 Local Government Areas med nvnene: Aguata, Anambra East, Anambra West, Anaocha, Awka North, Awka South, Ayamelum, Dunukofia, Ekwusigo, Idemili North, Idemili South, Ihiala, Njikoka, Nnewi North, Nnewi South, Ogbaru, Onitsha North, Onitsha South, Orumba North, Orumba South und Oyi.

## Politik

### Guvernører
Peter Obi var guvernør fra marts til november 2006, februar til maj 2007 og igen fra juni 2007 til marts 2014.

## Erhvervsliv
Landbrug er et hovederhverv i Anambra. Der dyrkes blandt andet oliepalmer, majs, ris, yams og maniok. Der er også et betydeligt fiskeri. 

## Eksterne kilder og henvisninger
- Officielt websted Arkiveret 14. marts 2012 hos  Wayback Machine

6°20′N 7°0′Ø / 6.333°N 7.000°Ø